# Kostoľany pod Tribečom
Kostoľany pod Tribečom (in ungherese Gímeskosztolány) è un comune della Slovacchia facente parte del distretto di Zlaté Moravce, nella regione di Nitra.